# Planckov zakon
Planckov zakon opisuje intenzitet (specifičnu snagu) zračenja nepolariziranog elektromagnetskog zračenja, kod cijelog raspona valnih duljina, kojeg emitira idealno crno tijelo, ovisno o termodinačkoj temperaturi T:
{\displaystyle I(\nu ,T)={\frac {2h\nu ^{3}}{c^{2}}}{\frac {1}{e^{\frac {h\nu }{kT}}-1}}.}
gdje je:
| Simbol                     | Značenje | SI jedinice                                 | cgs jedinice                                       |
| -------------------------- | --- | ------------------------------------------- | -------------------------------------------------- |
| {\displaystyle I,I'\,}     | intenzitet zračenja, ili energija po jedinici vremena (snaga), po jedinici površine, s koje se emitira zračenje, po jedinici prostornog kuta, po jedinici frekvencije ili valne duljine | J·s−1·m−2·sr−1·Hz−1, ili J·s−1·m−2·sr−1·m−1 | erg·s−1·cm−2·Hz−1·sr−1, ili erg·s−1·cm−2·sr−1·cm−1 |
| {\displaystyle \nu \,}     | frekvencija | hertz (Hz)                                  | hertz                                              |
| {\displaystyle \lambda \,} | valna duljina | metar (m)                                   | centimetar (cm)                                    |
| {\displaystyle T\,}        | temperatura idealnog crnog tijela | Kelvina (K)                                 | Kelvina                                            |
| {\displaystyle h\,}        | Planckova konstanta | džul-sekunda(J·s)                           | erg-sekunda (erg·s)                                |
| {\displaystyle c\,}        | Brzina svjetlosti u vakuumu | metara u sekundi (m/s)                      | centimetara u sekundi (cm/s)                       |
| {\displaystyle e\,}        | e - baza prirodnog logaritma = 2,718281... | (bezdimenzionalno)                          | (bezdimenzionalno)                                 |
| {\displaystyle k\,}        | Boltzmannova konstanta | džula po Kelvinu (J/K)                      | erga po Kelvinu (erg/K)                            |
Ta funkcija predstavlja snagu emitiranog zračenja idealnog crnog tijela u smjeru normale, po jedinici prostornog kuta i po jedinici frekvencije. Planckova raspodjela intenziteta zračenja je jedinstvena raspodjela, koja može postojati u termodinamičkom ravnotežnom stanju.
Tijelo koje upija sve valne duljine elektromagnetskog zračenja, koje padaju na njega je idealno crno tijelo. Idealno crno tijelo ne postoji, ali ga može prilično dobro zamijeniti velika zatvorena šupljina s malim otvorom i koja je toliko neprozirna da jedva odbija zračenje, jer zračenje koje uđe u tu šupljinu, gotovo da nema šansu da izađe. Budući da idealno crno tijelo upija sve valne duljine bez gubitaka, ono isto emitira sve valne duljine bez gubitaka, ovisno samo o termodinamičkoj temperaturi tog tijela.
Planckov zakon vrijedi ako se zračenje promatra normalno na šupljinu idealnog crnog tijela. Ako se promatra pod bilo kojim drugim kutom, onda je intenzitet zračenja:
{\displaystyle I(\nu ,T)\cos \theta \ }
gdje je kut θ između normale i pravca promatranja.
Vršna točka {\displaystyle I(\nu ,T)\ } je za {\displaystyle h\nu =2,821439372\ kT}
Kao funkcija valne duljine λ, Planckov zakon se može pisati (po jedinici prostornog kuta steradijan) kao:
{\displaystyle I'(\lambda ,T)={\frac {2hc^{2}}{\lambda ^{5}}}{\frac {1}{e^{\frac {hc}{\lambda kT}}-1}}.}
Tada je vršna točka  {\displaystyle hc=4.965114231\lambda kT\ }, a ona se obično izrazava s Wienovim zakonom pomaka.
Intenzitet zračenja za određeno područje frekvencija {\displaystyle [\nu _{1},\nu _{2}]}, ], ili za određeno područje valnih duljina {\displaystyle [\lambda _{2},\lambda _{1}]=[c/\nu _{2},c/\nu _{1}]\ }, se može dobiti integriranjem funkcija:
{\displaystyle \int _{\nu _{1}}^{\nu _{2}}I(\nu ,T)\,d\nu =\int _{\lambda _{2}}^{\lambda _{1}}I'(\lambda ,T)\,d\lambda .}

## Pregled
Odnos između valne duljine i frekvencije je:
{\displaystyle \lambda ={c \over \nu }}
Planckov zakon se ponekad piše kao gustoća spektralne energije:
{\displaystyle u(\nu ,T)={4\pi  \over c}I(\nu ,T)={\frac {8\pi h\nu ^{3}}{c^{3}}}~{\frac {1}{e^{\frac {h\nu }{kT}}-1}},}
gdje je jedinica energije po jedinici volumena i po jedinici frekvencije (džula po kubičnom metru i hertzu). Integrirajući ovu funkciju po frekvenciji, dobije se ukupna gustoća energije. Spekralna energija se može izraziti i kao funkcija valne duljine:
{\displaystyle u(\lambda ,T)={8\pi hc \over \lambda ^{5}}{1 \over e^{\frac {hc}{\lambda kT}}-1},}
Max Planck je stvorio ovaj zakon 1900., u pokušaju da poboljša Wienovu približnu vrijednost iz 1896., koja je dobivena iz pokusa, ali nije odgovarala za male frekvencije, kao ni Rayleigh-Jeansov zakon za velike frekvencije. Planckov zakon je vrlo dobro odgovarao s rezultatima pokusa. Planckov zakon je ustvari nastao, kad je on pretpostavio mogući način raspodjele elektromagnetske energije, s različitim nabijenim oscilatorima u materiji. Pretpostavio je da je energija oscilatora ograničena nizom određenih višekratnika osnovne jedinice energije E, koja je proporcionalna s frekvencijom oscilatora:
{\displaystyle E=h\nu .\,}
Planck je to učinio 5 godina prije nego što je Albert Einstein teoretski pretpostavio postojanje fotona, da bi objasnio fotoefekt ili fotoelektrični učinak. Planckov zakon je predvidio da idealno crno tijelo emitira elektromagnetsko zračenje na svim valnim duljinama, ali kod nižih valnih duljina, intenzitet zračenja postaje 0. Na primjer, idealno crno tijelo kod sobne temperature (300 K), će na jedan kvadratni metar površine emitirati jedan foton svake minute, tako da kod sobnih temperatura idealno crno tijelo ne emitira zračenje u vidljivom dijelu spektra, tj. zračenje je nevidljivo (emitira u infracrvenom dijelu spektra).
Na kraju, Planckova hipoteza o kvantima energije i Eisteinova hipoteza o fotonima, postale su osnova za razvoj kvantne mehanike.

## Primjena
Ako primjenimo Planckov zakon za temperaturu površine Sunca, koja iznosi 5778 K i izračunamo postotak energije za određenu valnu duljinu i ako pretpostavimo da je Sunce idealno crno tijelo, dobit ćemo drugi red tablice. Za usporedbu, uzet ćemo Zemlju kao idealno crno tijelo s temperaturom od 288 K (15 °C), u trećem redu tablice. 
| Postotak                                   | 0,01% | 0,1% | 1%   | 10%  | 20%  | 25,0% | 30%  | 40%  | 41,8% | 50%  | 60%  | 64,6% | 70%  | 80%  | 90%  | 99%  | 99,9% | 99,99% |
| Sunce {\displaystyle \lambda } (nm)        | 157   | 192  | 251  | 380  | 463  | 502   | 540  | 620  | 635   | 711  | 821  | 882   | 967  | 1188 | 1623 | 3961 | 8933  | 19620  |
| 288 K Zemlja {\displaystyle \lambda } (µm) | 3,16  | 3,85 | 5,03 | 7,62 | 9,29 | 10,1  | 10,8 | 12,4 | 12,7  | 14,3 | 16,5 | 17,7  | 19,4 | 23,8 | 32,6 | 79,5 | 179   | 394    |

Iz tablice možemo zaključiti da Sunčevo zračenje iznosi samo 1% ispod valne duljine 251 nm i samo 1% iznad 3 961nm. Znači, Sunce zrači 98% energije u području spektra od 251 do 3961 nm. Slično možemo zaključiti, da Zemlja 98% energije zrači u spektralnom području od 5 030 do 79 500 nm. Na osnovu toga možemo uzeti filtere koji će propustiti Sunčevo zračenje, a zaustaviti Zemljino zračenje. Jedan takav filter je i staklo na prozorima naših kuća ili stana, koji propušta elektromagnetsko zračenje ispod 1 200 nm. To znači, da će kroz staklo ući oko 80% Sunčevog zračenja i da 99,9% toplinskog zračenja unutar prostorije neće proći kroz staklo.

## Vanjske poveznice
- Kemijsko – tehnološki fakultet Sveučilišta u Splitu
- Arhivirana inačica izvorne stranice od 5. ožujka 2011. (Wayback Machine) Fizički odsjek PMF-a u Zagrebu, Fizika.org wiki
- Arhivirana inačica izvorne stranice od 14. ožujka 2011. (Wayback Machine) Energetski institut Hrvoje Požar